# Parathyreus bahiae
Parathyreus bahiae là một loài bọ cánh cứng trong họ Geotrupidae. Loài này được Arrow miêu tả khoa học năm 1913.